# Municipio de Roseland (Nebraska)
El municipio de Roseland (en inglés: Roseland Township) es un municipio ubicado en el condado de Adams en el estado estadounidense de Nebraska. En el año 2010 tenía una población de 424 habitantes y una densidad poblacional de 4,56 personas por km².

## Geografía
El municipio de Roseland se encuentra ubicado en las coordenadas 40°28′51″N 98°33′12″O / 40.48083, -98.55333. Según la Oficina del Censo de los Estados Unidos, el municipio tiene una superficie total de 93.04 km², de la cual 93,04 km² corresponden a tierra firme y (0 %) 0 km² es agua.

## Demografía
Según el censo de 2010, había 424 personas residiendo en el municipio de Roseland. La densidad de población era de 4,56 hab./km². De los 424 habitantes, el municipio de Roseland estaba compuesto por el 100 % blancos. Del total de la población el 0 % eran hispanos o latinos de cualquier raza.